# Fausto De Amicis
Fausto De Amicis (Melbourne, 26 de junho de 1968) é um ex-jogador australiano de futebol, que atuava na posição de zagueiro. Durante sua carreira, defendeu apenas três clubes: o Melbourne Knights, de 1992 a 1996, o South Melbourne FC, de 1996 a 2003, e o Heidelberg United em 2005. Também foi convocado por treze oportunidades para a Seleção Australiana de Futebol, onde marcou dois gols, na partida Austrália 31-0 Samoa Americana.